# Au (Gemeinde Strengberg)
Au (auch: Au bei Strengberg oder Zainwörth) ist eine Ortschaft und eine Katastralgemeinde der Gemeinde Strengberg im Bezirk Amstetten in Niederösterreich. Das früher Zainwörth genannte Dorf wurde nach mehreren Donauhochwässern aufgelassen.

## Geografie
Die Ortschaft liegt am Rande der Donau und besteht nur aus ein paar Häusern und der Aukapelle. Au ist über Thürnbuch erreichbar.

## Geschichte
Der Ort wird erstmals im Jahr 1435 genannt und hieß zeitweise auch Zainwörth. Früher lag der Ort auf einer von Donauarmen und dem Aubach umflossenen Insel, erst im 18. Jahrhundert verlandete die Donauau. Im Jahr 1822 wurde der Ort als Rotte mit 55 Häusern genannt, die nach Strengberg eingepfarrt war, wohin auch die Kinder eingeschult wurden. Die Herrschaft Achleiten besaß die Ortsobrigkeit und besorgte die Konskription. Die Landgerichtsbarkeit wurde von der Herrschaft Burg Enns ausgeübt. Die Untertanen und Grundholde des Ortes gehörten den Herrschaften Achleiten, Burg Enns, Erla und Wallsee. Laut Adressbuch von Österreich waren im Jahr 1938 in der Ortsgemeinde Au ein Binder, ein Gastwirt, ein Gemischtwarenhändler, ein Holzhändler, ein Maler, ein Obsthändler, ein Sattler, ein Schneider, ein Kammerjäger und einige Landwirte ansässig. Weiters gab es im Ort ein Kalkwerk und einen Zementwarenerzeuger.
Nach mehreren Hochwasserkatastrophen beschloss man im Jahr 2002, den Ort abzusiedeln. Nun stehen nur mehr ein paar Häuser und die Aukapelle.

## Siedlungsentwicklung
Zum Jahreswechsel 1979/1980 befanden sich in der Ortschaft 82 Bauflächen auf insgesamt 30.018 m² und 109 Gärten auf 410.640 m², 1989/1990 waren es 81 Bauflächen. 1999/2000 war die Zahl der Bauflächen auf 128 angewachsen. 2009/2010 waren es 58 Gebäude auf 86 Bauflächen. Die verbliebenen Gebäude befinden sich zumeist in hochwassersicherer Lage.

## Landwirtschaft
Die Katastralgemeinde ist landwirtschaftlich geprägt. 221 Hektar wurden zum Jahreswechsel 1979/1980 landwirtschaftlich genutzt und 205 Hektar waren forstwirtschaftlich geführte Waldflächen. 1999/2000 wurde auf 273 Hektar Landwirtschaft betrieben und 187 Hektar waren als forstwirtschaftlich genutzte Flächen ausgewiesen. Ende 2018 waren 276 Hektar als landwirtschaftliche Flächen genutzt und Forstwirtschaft wurde auf 195 Hektar betrieben. Die durchschnittliche Bodenklimazahl von Au beträgt 37,5 (Stand 2010).